# Хумарлы
Хумарлы (азерб. Xumarlı) — село в административно-территориальном округе Алыбейли Зангеланском районе Азербайджана.   

## География
Село находится  на берегу реки Акари. 

## Топоним
Часть исследователей связывает ойконим с именем племени Гумар, упоминавшегося в XIII-XIV вв., а другая — с названием рода, образовавшегося от имени человека Хумар.

## История
В 1993 году в ходе Карабахской войны село перешло под контроль непризнанной НКР. Согласно резолюции СБ ООН считалось оккупированным армянскими силами.
21 октября 2020 года президент Азербайджана Ильхам Алиев объявил, что «азербайджанская армия освободила от оккупации» село Хумарлы.